# Protégé (software)

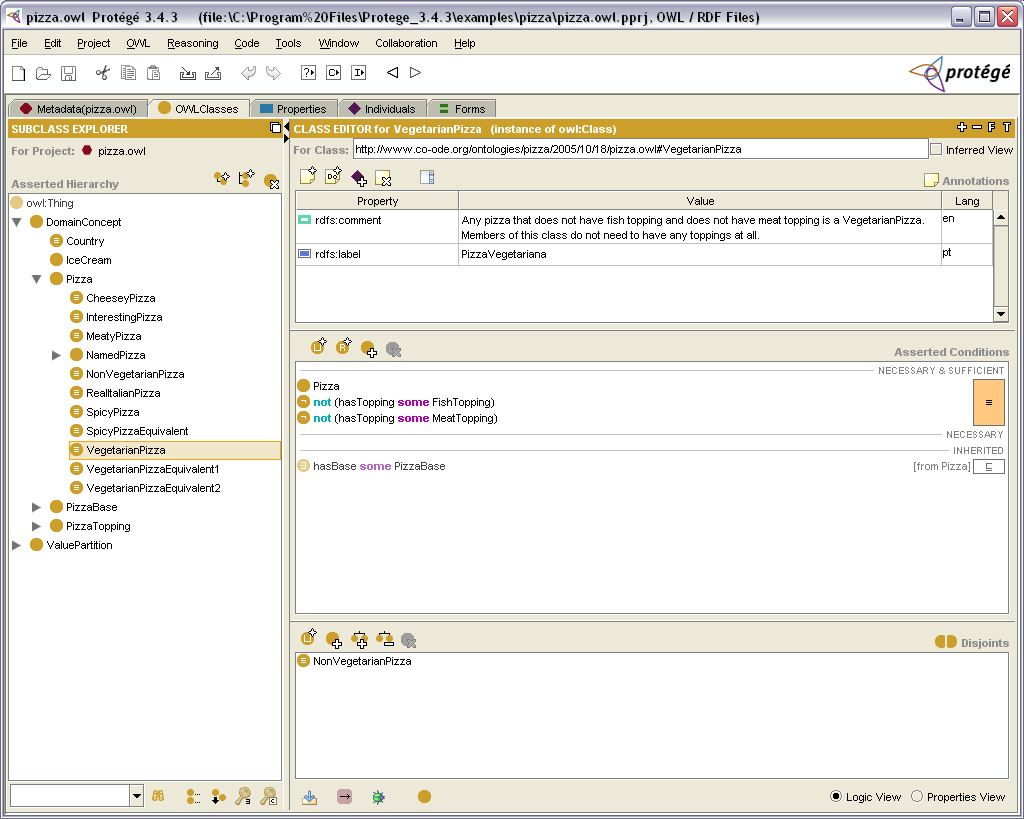

Protégé es un editor de ontologías y un sistema de adquisición de conocimiento. Está disponible como código abierto

## Estructura
Al igual que Eclipse, Protégé es un IDE para el cual otros proyectos sugieren plugins. Protégé recientemente tiene más de 366.000 usuarios registrados.

## Desarrollo
Protégé está desarrollado por la Universidad de Stanford, en colaboración con la Universidad de Mánchester. La aplicación está escrita en Java y usa fuertemente Swing para crear su compleja interfaz.